# 3-й всероссийский чемпионат по тяжёлой атлетике
3-й всероссийский чемпионат по тяжёлой атлетике прошёл с 23 апреля по 10 мая 1899 года в Санкт-Петербурге в Кононовском зале на Конюшенной площади. В соревнованиях приняли участие шесть спортсменов. Атлеты соревновались без разделения на весовые категории. Чемпионом страны стал Сергей Елисеев из Уфы. Вторым стал петербуржец Гвидо Мейер, третье место занял также житель Петербурга Иван Шемякин.